# Чирагли (Лачинський район)
Чирагли (азерб. Çıraqlı) — село у Лачинському районі Азербайджану. Село розташоване за 25 км на північний захід від районного центру, міста Лачина.